# القتال العربي (لعبة صالات يابانية)
القتال العربي ( باللغة اليابانية :ア ラ ビ ア ン フ ァ イ ト) هي لعبة فيديو صالات تم إصدارها بواسطة سيجا في عام 1992 (سنة حقوق الطبع والنشر المعروضة هي 1991). اللعبة تدعم اللعب الجماعي التعاوني لما يصل إلى أربعة لاعبين. و تمت صناعه لعبه القتال العربي في اليابان.

## القصة
قام الشيخ الفاسد سازابس باختطاف الأميرة لورانا ، وهو يستخدم كل وسائل القوة الخاصة به التي بلا ضمير لتحقيق طموحه النهائي في غزو العالم.